# Przedział wodoszczelny
Przedział wodoszczelny - wodoszczelna komora w kadłubie statku (okrętu) utworzona przez grodzie poprzeczne (wzdłużne), podwójne dno (zęza) oraz pokład(y).
Poprzez podział wnętrza kadłuba statku uzyskuje się jego niezatapialność.